# Margaret Magill
Margaret Emma Magill, MBE, auch Maggie Magill genannt, (* 1888 in Neuseeland; † 6. November 1962 in Lower Hutt, Neuseeland) war eine neuseeländische Lehrerin, Schulleiterin, Kommunalpolitikerin und stellvertretende Bürgermeisterin. Sie lebte offen lesbisch und war die erste Frau an der Spitze des New Zealand Educational Institute (NZEI).

## Leben

### Kindheit und Ausbildung
Margaret Emma Magill wurde 1888 in Neuseeland geboren. Über ihre Herkunft, Kindheit, Jugendzeit und Schulbildung ist nichts bekannt. Vermutlich hat sie in Napier gewohnt und ist dort zur Schule gegangen.
1906 schrieb sich Magill am damaligen Wellington Teachers’ Training College ein, um eine Ausbildung zur Lehrerin zu absolvieren und im Februar 1910 schloss sie ihre Lehrerausbildung mit Erfolg ab.
Magill begann ihre berufliche Laufbahn als Lehrerin in einem Kindergarten und wurde später Direktorin der Thorndon Normal School. Magill studierte am Victoria University College und schloss ihr Studium im Februar 1923 mit einem Bachelor und dem Certificate of Proficiency (Befähigungsnachweis) ab.

### Berufsleben
1926 wurde Magill zur Geschäftsführerin des New Zealand Educational Institute (NZEI) gewählt und übernahm in den Jahren 1933 und 1934 auch die Präsidentschaft des Instituts. Als sie 1945 in den Ruhestand ging, gab sie ihre Rolle auch im NZEI auf.

### Politisches Engagement
1931 bewarb sich Magill bei den Wählern der Eastbourne Borough (heute ein Stadtteil von Lower Hutt) für ein Mandat in deren Borough Council. Sie gewann einen Sitz und fungierte nach zwei Wiederwahlen als stellvertretende Bürgermeisterin der Borough. Sie galt als eine brillante und eindringliche Rednerin und zählte immer zu den Hauptrednern der Versammlung des Rates. Sie war über fast 30 Jahre Mitglied des Eastbourne Borough Councils. 1940 wurde Magill vom Generalgouverneur von Neuseeland, {George Monckton-Arundell, 8. Viscount Galway, zum Justice of the Peace ernannt. Sie trat stark gegen Rüstung und Nationalismus auf.

### Mitgliedschaften
Magill war Mitglied des Dominion Executive der Red Cross Society und vertrat ihre Organisation 1957 auf der Internationalen Konferenz in Neu Delhi. Sie war Mitglied des Road Safety Council und Vertreterin der Frauenorganisation von 1939 an.

### Privates
Am 27. Januar 1915 heiratete sie Janies Geddes in der St. Mark’s Church in Clive, an der Küste zur Hawke Bay liegend. Von 1920 bis zu ihrem Tod lebte sie in Beziehung mit Mimie Wood MBE. Gemeinsam gründeten sie 1948 den East Harbour Women’s Club, ein privates Netzwerk lesbischer Frauen, dem auch Magills jüngere Schwester Ada beitrat.
Margaret Emma Magill verstarb nach einer langen Krankheit am 6. November 1962 im Alter von 74 Jahren im Krankenhaus in Lower Hutt.

## Ehrungen
- 1956 – Member of the Order of the British Empire (MBE)[12]